# Bornel (fosta comună)

Bornel este o comună în departamentul Oise, Franța. În 2013 avea o populație de 3.553 de locuitori.